# 月刊タウン情報やまぐち
月刊タウン情報やまぐち（YAMAGUCHI）は、株式会社ザメディアジョンが編集制作・発行していた、山口県全域を対象とした、全県版のタウン情報誌。編集制作は、主にザメディアジョン山口支社が担当。

## 概要
タウン情報やまぐちが販売されるまで山口県内には、全県を対象にした情報誌が無かった（「月刊タウン情報とらいんぐる」というタウン情報誌は発行されてはいたが、長らく周南地区を中心とした紙面であった）。そこに、ザメディアジョンが山口に進出（創業者が山口出身であるため、事実上の「逆輸入」）。
山口朝日放送（YAB）との共同出版「山口グルメガイド」でブレイクし、取材網及び営業網を整備。その地盤をもって、1999年11月に創刊した。県内にある放送局（テレビ・ラジオ、FM、コミュニティFM）とも協力し、スポットCMも放送。
また「山口全県版」であることを最大の売りにし、認知度を上げていった。創刊から3年ほど経つ頃には、表紙に全国区で活躍するタレントを起用するようになる。また、創刊当初はモノクロのページもあったが、その後オールカラー化を果たす。
日本のタウン情報誌（県単位の地方情報誌）としては唯一、書籍流通における「全国誌コード」を取得しており、山口県のタウン情報誌でありながら、「全国誌」という特徴をもっていた。山口県内、広島県西部、北九州市（福岡県北部）の書店・コンビニエンスストアのほか、東京や大阪（東名阪福）の大手・大型書店でも、店頭に並んでいたこともある。
不景気による広告収入の減少が響き、2009年11月25日に発売された2009年12月号限りで事実上廃刊。ちょうど10年の歴史に幕を下ろした。また、休刊により山口支社も統合されることになり、ザメディアジョンは事実上山口県からの撤退となった（山口県に関する書籍の販売は継続する予定としている）。